# Tada, kimi wo aishiteru
Tada, kimi wo aishiteru (ただ、君を愛してる? "Comunque, ti amo"), anche conosciuto col titolo inglese Heavenly Forest, è un film del 2006 diretto da Takehiko Shinjo.
Il soggetto è basato sul romanzo Ren'ai shashin: Mō hitotsu no monogatari (恋愛寫眞 もうひとつの物語?) scritto da Takuji Ichikawa e da cui è stato successivamente tratto un fumetto.
Il film si concentra sul rapporto che nasce e si evolve tra un giovane fotografo di nome Makoto e due delle sue compagne di studi universitari, Shizuru e Miyuki.

## Trama
Makoto è una matricola al suo primo giorno di università che ha la fortuna d'incontrar subito una ragazza davvero molto carina di nome Shizuru. Makoto è un tipo introverso e anche abbastanza chiuso in se stesso, generalmente timido con le persone che non conosce perfettamente bene, ma rimane subito profondamente colpito ed attratto dall'aspetto e comportamento inequivocabilmente infantile della giovane.
Anche Shizuru, d'altra parte, dimostra immediatamente avere una spiccata simpatia per il bel ragazzo, tanto che desidera presto stargli costantemente vicino: inizia anche ad interessarsi alla sua passione nei confronti della fotografia: questa, per Makoto, non è semplicemente un hobby, ma qualcosa di più.
I due, con questa scusa, passano intere giornate libere assieme a scattare foto in una vicina foresta: il tempo trascorso a fianco di Makoto è, per Shizuru, tempo meravigliosamente speso. Ma, all'orizzonte s'addensano nubi minacciose che attentano alla serenità e felicità della ragazza.
Makoto sembra difatti provare forti sentimenti anche verso un'altra studentessa, Miyuki, decisamente bella e dalle forme molto ben sviluppate. Shizuru, rendendosi presto conto del fatto, giura con se stessa che sarebbe riuscita anche lei a crescere fino a diventare una vera donna; e allora certamente Makoto rimpiangerà il fatto di non averla saputa apprezzare a come meritava anche prima.
Un giorno, esprime a Makoto il desiderio d'essere immortalati assieme in una foto che li ritragga per sempre nel luogo ove si sono dati il loro primo bacio, all'interno della foresta, lontano da tutti gli sguardi: gli chiede questo come regalo per il proprio compleanno.
Dopo questo avvenimento Shizuru abbandona improvvisamente e del tutto inaspettatamente la scuola: per due interi anni Makoto non viene più a sapere nulla di lei. Questo fino a quando non riceve una lettera che gli chiede di recarsi immediatamente a New York per assistere ad una mostra fotografica di debutto d'una giovane molto promettente; la quale altri non è che la nostra Shizuru.
Da molto tempo oramai Makoto aveva rotto i rapporti con Miyuki, ché aveva finalmente compreso che l'unica donna che avesse mai veramente amato era di fatto Shizuru: aveva deciso pertanto di attendere pazientemente il suo ritorno per potersi dichiarare apertamente.
Appena giunto a New York, 8incontra però Miyuki e da lei viene a sapere tutta la terribile verità che fino ad allora gli era stata celata: Shizuru ha dovuto affrontare da sola una grave malattia incurabile ed è morta. Sembra che, dopo essersi innamorata di Makoto, iniziò a mangiare di più per crescere e farsi più bella, formosa e femminile: questo accelerò senza scampo la già grave condizione della ragazza, fino a portarla alla tomba.
A Makoto altro non rimane da fare che andare alla mostra fotografica di Shizuru: vede così molte foto che lo ritraggono, oltre ad una gigantografia della ragazza finalmente cresciuta e sensuale, proprio come gli aveva a suo tempo predetto. C'è anche una foto di loro due che si baciano all'interno della foresta, con una didascalia che afferma: "Questo è stato il mio unico vero amore". 